# Katzenmoos (Elzach)
Katzenmoos ist ein Ortsteil der Stadt Elzach im Landkreis Emmendingen in Baden-Württemberg.

## Geschichte
Das Gebiet von Katzenmoos besteht aus den beiden Tälern Spitzenbach und Weinersberg und war Gründungsgut des Klosters St. Margarethen in Waldkirch und Bestandteil der Herrschaft Schwarzenberg. Infolge der Herrschaftsteilung 1316 ging der Ort an die Schwarzenberger auf der Schwarzenburg. Ab 1567 befand sich Katzenmoos unter vorderösterreichischer Herrschaft, 1805 kam es zum Großherzogtum Baden.
1341 erscheint der Name Kozzenmuos das erste Mal. Der Teil Kozze des Ortsnamens soll von einem alemannischen Siedler Kotze kommen. Moos steht für ein wasserreiches Gelände. So soll aus Moos des Kotze der Ortsname entstanden sein.
Im 16. Jahrhundert kam der Ort als Kotzenmoß vor. Es wird vermutet, dass in früheren Jahrhunderten Bergbau betrieben wurde.
Katzenmoos war eine selbständige Gemeinde. Sie hatte einen Bürgermeister und einen Gemeinderat. Seit dem 1. Januar 1974 ist Katzenmoos ein Stadtteil von Elzach. Der derzeitige Ortsvorsteher von Katzenmoos ist Franz Lupfer.
Katzenmoos hatte bis 1975 eine eigenständige Grund- und Hauptschule. Das Schulgebäude wurde 1963 neu erbaut.

## Wappen
Blasonierung: „In Gold mit silberblauem Wolkenbord ein roter Balken, auf diesem aufsitzend ein schwarzer Dreiberg.“
Es vereint die Wappen der drei früher an Katzenmoos angrenzenden Herrschaften Fürstenberg (Wolkenbord), Geroldseck (in Gold ein roter Balken) und Schwarzenberg (schwarzer Dreiberg).